# Am Fährhaus
Am Fährhaus war bis 1954 der einzige linkselbische Stadtteil der sächsischen Stadt Radebeul, die seither ausschließlich rechts der Elbe liegt. Seit 1997 gehört das Gebiet als die Weiherwiesen des Ortsteils Niederwartha zu Dresden.

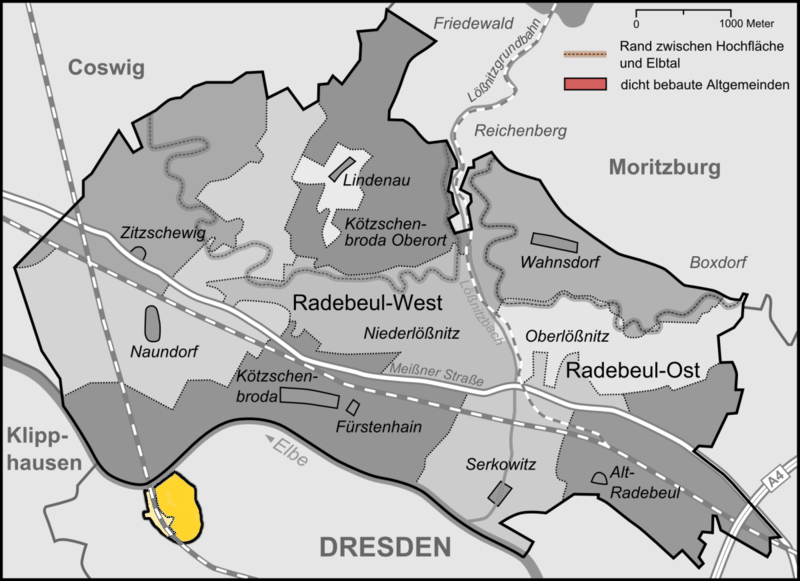
Der linkselbische Stadtteil Am Fährhaus der Stadt Kötzschenbroda (1924)

## Geschichte

### Erwerb

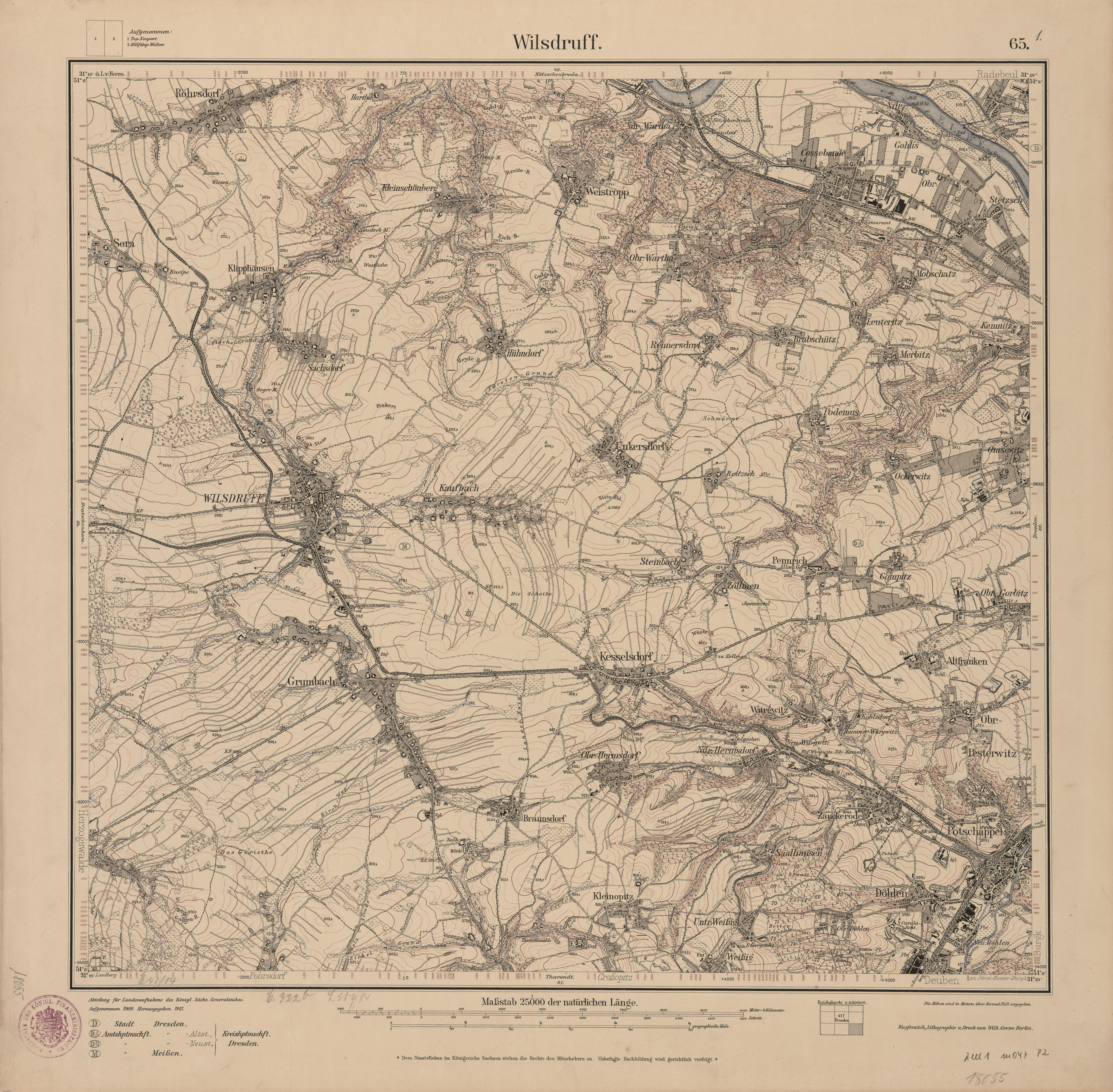
Messtischblatt von 1913 mit den Kötzschenbrodaer und Naundorfer Flächen (oben Mitte unter der Elbschleife)

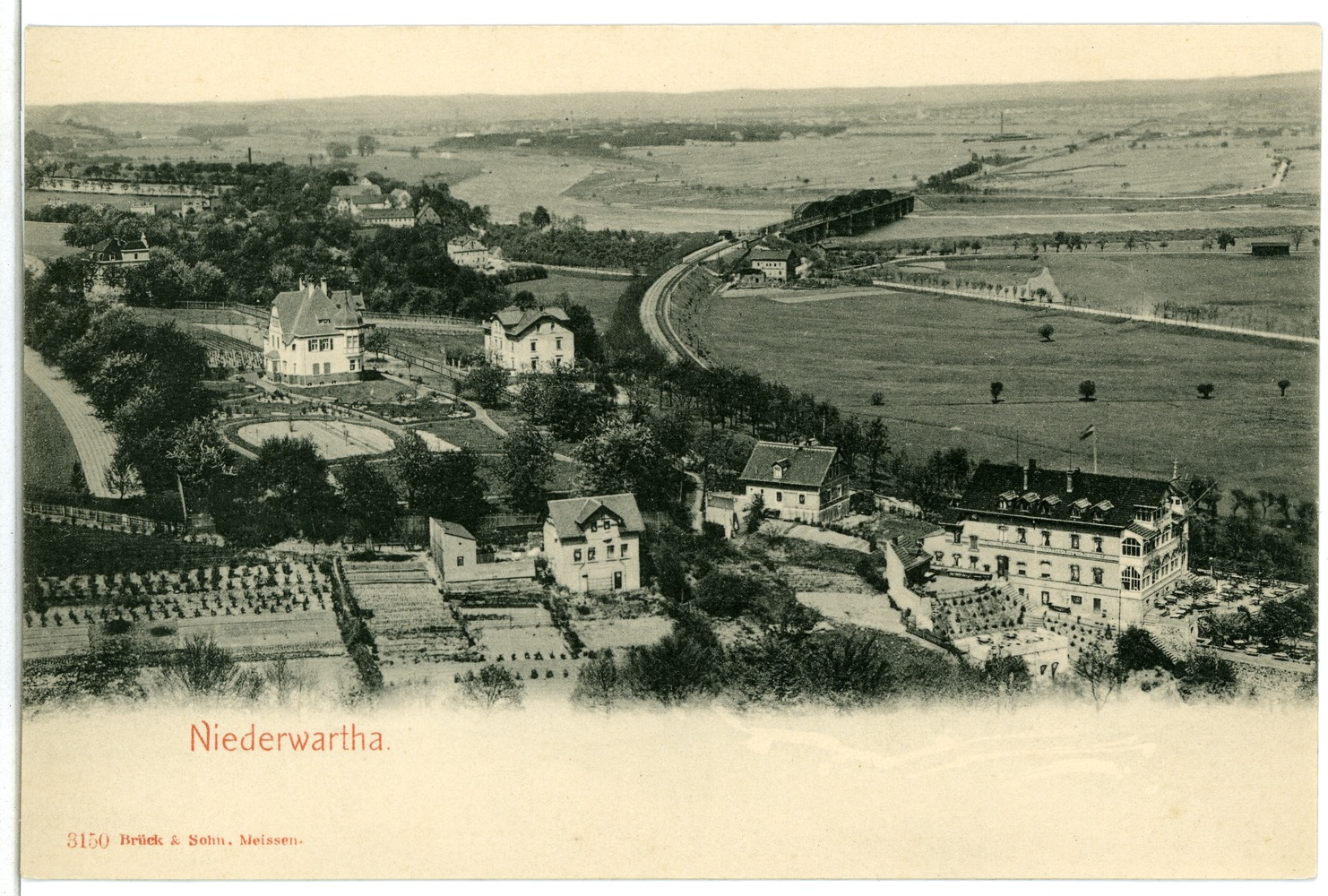
Radebeuler Bahndamm mit den rechts davon gelegenen Wiesen, 1903 (Süden unten)

Das Fragment einer Niederschrift vom 28. Dezember 1519 berichtet von dem Erwerb von gut 43 Hektar linkselbischer Wiesen durch die Gemeinde Kötzschenbroda von dem Weinböhlaer Ambrosius Förster. Gefunden wurde das Fragment von dem Heimatforscher Adolf Schruth im Kötzschenbrodaer Pfarrarchiv.
Diese Weiherwiesen genannte linkselbische Enklave wurde benötigt, da durch die große Zahl an Höfen und den ausgedehnten Weinbau bis in die Ebenen Acker- und Wiesenflächen rar waren, so dass bereits im Spätmittelalter bzw. in der beginnenden Neuzeit zu wenig Viehfutter zur Verfügung stand. Daher war bereits 1463 ein größeres Stück Buschland um Lindenau herum erworben worden, aus dem später Kötzschenbroda Oberort werden sollte. Die linkselbische Wiesenflur Kötzschenbrodas teilte sich auf in die Flurstücke Die Dreizipfel, Die Eichweiher, Die Hintersträucher, Die Neuen und Die Großen Wiesen.
Jahrhundertelang kam ein Großteil des Winterfutters für das Kötzschenbrodaer Vieh von den Weiherwiesen. Große Teile des Dorfes waren mit der Heuernte beschäftigt, und die Niederwarthaer Fährleute machten gute Geschäfte mit dem Transport des Heus über die Elbe. Kötzschenbroda durfte lediglich eine Kahnfähre für Personen und Schiebböcke, eine spezielle Art Schubkarre, mit der früher Waren auf den Markt transportiert wurden, unterhalten. Diese Kahnfähre lag am Stromkilometer 68,3, wurde 1803 das erste Mal erwähnt und um 1914 eingestellt. Fiel die Fähre wegen Hoch- oder Niedrigwassers aus, waren kilometerweite Umwege nötig, was sich erst mit dem Bau der Niederwarthaer Elbbrücke und der Freigabe für den Wagenverkehr 1876 erledigte.
Als im Jahr 1569 das kleine linkselbische Dorf Gruna aufgelöst wurde, erwarben Bauerngutsbesitzer aus dem rechtselbischen, angrenzend an Kötzschenbroda gelegenen Naundorf Flächen von insgesamt etwa 10 Hektar Wiese als Privateigentum, die direkt südwestlich angrenzend an die Weiherwiesen lagen. In späteren Zeiten wurde diese Flur als Wiesenflur von Naundorf angesprochen.
Das linkselbische Gebiet Kötzschenbrodas grenzte im Nordosten direkt an der Elbe an einen knapp 100 Meter schmalen Streifen fiskalischen Weidenheger, dann an Niedergohliser und im Südosten und Süden an Cossebauder Flur. Daran schlossen sich im Süden etwa 100 Meter Grenze mit Niederwartha an, bis der Naundorfer Anteil begann. Der Naundorfer Anteil grenzte außer an Niederwartha nur an die links- und rechtselbischen Gebiete Kötzschenbrodas, war also vom Hauptteil der Gemeinde Naundorf räumlich getrennt, da Naundorf lediglich mit einer kleinen Spitze weiter flussabwärts an der Einmündung des alten Schindergrabens in die Elbe an der Grenze zu Kötitz die Elbe selbst berührt.
Bei Flutereignissen wie dem Elbhochwasser 1845 stand das gesamte linkselbische Gebiet der Lößnitzgemeinden unter Wasser. Davon betroffen war auch eine als „der Gemeinde-Hübel“ in alten Karten verzeichnete Erhebung.
In späterer Zeit errichtete Kötzschenbroda auf dem linken Ufer ein kleines Fährhaus.

### Verbleib

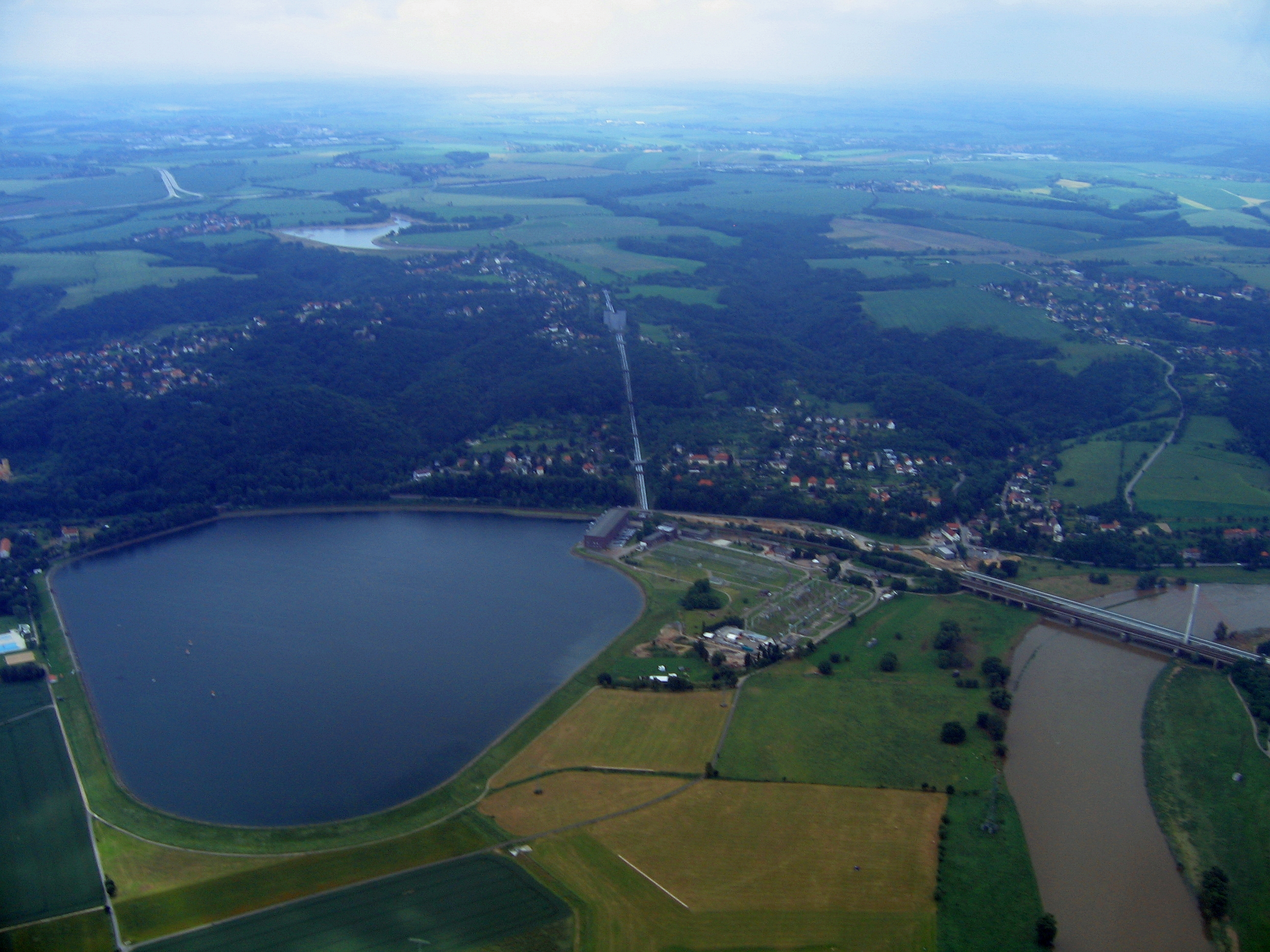
Luftbild des Areals, heute mit Pumpspeicherwerk Niederwartha, rechts die Elbebrücken Niederwartha (Süden links)

Beim Bau der Elbüberquerung der Berlin-Dresdner Eisenbahn zwischen den Jahren 1873 und 1875 konnten die Flächen für den rechtselbischen Bahndamm und Brückenkopf recht einfach von der Gemeinde Kötzschenbroda erworben werden. Die Flächen auf der linkselbischen Seite mussten jedoch von den einzelnen Naundorfer Besitzern zusammengekauft werden. Somit lag die Niederwarthaer Elbbrücke ursprünglich auf beiden Seiten auf Radebeuler Gebiet. Bald nach dem Brückenbau entstand in der Naundorfer Enklave ein Gasthaus, das Bahnschlösschen.
Mit dem 20. Jahrhundert verloren die Wiesen für Kötzschenbroda an Bedeutung. Im Ersten Weltkrieg wurde ein Teil der Weiherwiesen verpachtet. Darauf entstand eine Kleintierzuchtanlage mit angeschlossener Restauration namens Reidl's Hof, welche dem Bahnschlösschen Konkurrenz machte.
Etwa die Hälfte der Weiherwiesen einschließlich Reidl’s Hof wurde 1927/28 zur Anlage des Staubeckens des neuangelegten Pumpspeicherwerks Niederwartha genutzt.
Eine erste Diskussion über den Wert der linkselbischen Fluren wurde 1931 im Kötzschenbrodaer Stadtrat geführt. Seit der Vereinigung Radebeuls und Kötzschenbrodas 1935 war das Gebiet ein Teil der Stadt Radebeul. Für die auf dem linken Ufer lebenden Radebeuler bedeutete die Zugehörigkeit zu Radebeul nach dem Zweiten Weltkrieg, großzügigere Lebensmittelrationen als ihre Nachbarn zu bekommen. Im Jahr 1952 kam das Thema des linkselbischen Stadtteils Am Fährhaus auf die Agenda des Radebeuler Stadtrats mit dem Ergebnis, unter anderem wegen der Zerstörung der Straßenbrücke 1945 die Umflurung des Gebietes nach Niederwartha vorzunehmen. Dies geschah mit Wirkung vom 1. April 1954, womit fast 435 Jahre linkselbischer Besitzung beendet wurden.
Nach der Eingemeindung von Niederwartha 1974 gehörte das Gebiet zur Gemeinde Cossebaude, die ihrerseits seit dem 1. Juli 1997 eine Ortschaft innerhalb der Landeshauptstadt Dresden bildet. Vergleichbare Fälle solcher Umflurungen in Dresden sind das nahegelegene Neu-Leuteritz sowie Neugruna.